# ブラッド・ペイトン
ブラッド・ペイトン（Brad Peyton、1978年5月27日 - ）は、カナダの映画監督、映画プロデューサー、テレビプロデューサー。

## 来歴
短編映画監督としてデビューし、長編映画・テレビドラマ監督・プロデューサーとなる。ドウェイン・ジョンソン主演映画を多く撮っている。

## キャリア
ニューファンドランド・ラブラドール州ガンダー出身。カナディアン・フィルム・センターで映像技術を学ぶ。ペイトンの師の一人はトム・ハンクスと報じられている。2002年に短編映画『Evelyn: The Cutest Evil Dead Girl』を製作してクラスメイトから絶賛された後、ニューヨークの映画配給会社から公開された。また、同年のトロント国際映画祭でも上映された。2006年にカナダ放送協会のクレイアニメ『What It's Like Being Alone』で監督を務めている。
2010年に『キャッツ & ドッグス 地球最大の肉球大戦争』の監督を務め、興行的な成功を収めた。2012年には『センター・オブ・ジ・アース2 神秘の島』の監督を務め、ドウェイン・ジョンソンと初タッグを組み3億2,500万ドルの興行成績を収めた。2015年に再びジョンソン主演の映画『カリフォルニア・ダウン』で監督を務め、2016年には『ドクター・エクソシスト』の監督を務めた。2018年にはジョンソンと共に『ランペイジ 巨獣大乱闘』を製作している。

## 主な作品
長編映画
- Suck (2009) - 製作総指揮
- キャッツ & ドッグス 地球最大の肉球大戦争 Cats & Dogs: The Revenge of Kitty Galore (2010) - 監督
- センター・オブ・ジ・アース2 神秘の島 Journey 2: The Mysterious Island (2012) - 監督
- カリフォルニア・ダウン San Andreas (2015) - 監督
- ドクター・エクソシスト Incarnate (2016) - 監督、製作総指揮
- ランペイジ 巨獣大乱闘 Rampage (2018) - 監督、製作
- アトラス Atras（2024) - 監督

短編映画
- Ted (2001) - 監督
- Full (2001) - 監督、脚本
- Beyond the Fields (2001) - 監督
- Evelyn: The Cutest Evil Dead Girl (2002) - 監督、脚本
- Bad Luck (2004) - 監督、脚本
- A Tale of Bad Luck (2004) - 監督、脚本

テレビシリーズ
- What It's Like Being Alone (2006) - 監督、脚本
- Republic of Doyle (2013) - 監督
- Republic of Doyle (2013) - 監督
- Dr. Dimensionpants (2014-2015) - 製作総指揮、脚本
- Pirate's Passage (2015) - 脚本、製作
- フロンティア（英語版） Frontier (2016-2017) - 監督、製作総指揮